# Prva liga Srbije i Crne Gore u fudbalu 2004-2005
L'edizione 2004-05 del campionato serbo/montenegrino (ufficialmente chiamata Meridian PrvaLiga 2004-2005 per ragioni di sponsorizzazione) fu la tredicesima della Unione Statale di Serbia e Montenegro e vide la vittoria finale del Partizan.
Capocannoniere del torneo fu Marko Pantelić (Stella Rossa), con 21 reti.

## Formula
Le 16 squadre disputano un girone all'italiana andata-ritorno di 30 giornate complessive.
La vincitrice è campione di Serbia e Montenegro.
Retrocedono le ultime 4 classificate: quelle serbe vanno nella Prva Liga Srbija 2005-2006 mentre quelle montenegrine nella Prva crnogorska fudbalska liga 2005-2006.

## Squadre partecipanti
| Squadra           | Città                  | Stadio                   | Stagione precedente |
| ----------------- | ---------------------- | ------------------------ | ------------------- |
| Stella Rossa      | Belgrado               | Stadio Stella Rossa      | Campione            |
| Partizan          | Belgrado               | Stadio Partizan          | 2º                  |
| Železnik          | Čukarica, Belgrado     | Stadion Železnik         | 3º                  |
| OFK Belgrado      | Karaburma, Belgrado    | Stadio Omladinski        | 4º                  |
| Smederevo         | Smederevo              | Stadio Smedereva         | 5º                  |
| Obilić            | Stari Grad, Belgrado   | Stadio Miloš Obilić      | 6º                  |
| Zemun             | Zemun, Belgrado        | Gradski Stadion Zemun    | 7º                  |
| Sutjeska          | Nikšić                 | Stadion kraj Bistrice    | 8º                  |
| Vojvodina         | Novi Sad               | Stadio Karađorđe         | 9º                  |
| Hajduk Kula       | Kula                   | Stadion Hajduk           | 10º                 |
| Zeta              | Golubovci              | Stadion Trešnjica        | 11º                 |
| Borac Čačak       | Čačak                  | Stadion Borca            | 12º                 |
| Radnički Belgrado | Novi Beograd, Belgrado | Stadion FK Radnički      | 1º in 2.liga Nord   |
| Čukarički Stankom | Čukarica, Belgrado     | Stadio Čukarički         | 1º in 2.liga Ovest  |
| Hajduk Belgrado   | Zvezdara, Belgrado     | Stadion Hajduka na Lionu | 1º in 2.liga Est    |
| Budućnost         | Podgorica              | Stadion Pod Goricom      | 1º in 2.liga Sud    |

### Squadra campione
- Allenatore:  Vladimir Vermezović

| Portieri                                                            | Difensori | Centrocampisti | Attaccanti |
| ------------------------------------------------------------------- | --- | --- | --- |
| 12 Nemanja Jovšić (1/0) 25 Ivica Kralj (24/0) 27 Đorđe Pantić (7/0) | 2 Milivoje Ćirković (9/0) 4 Zoran Mirković (23/2) 5 Branimir Bajić (4/0) 13 Kim Chi-Woo (8/0) 14 Nenad Đorđević (27/2) 16 Ifeanyi Emeghara (24/0) 20 Milovan Milović (15/1) 24 Nemanja Rnić (17/2) 3 Dragoljub Jeremić (2/0) | 1 Simon Vukčević (26/10) 7 Nenad Brnović (25/6) 10 Dragan Ćirić (13/3) 11 Miroslav Radović (19/3) 18 Branimir Petrović (18/1) 21 Ivan Tomić (24/0) 22 Saša Ilić (22/16) 28 Albert Nađ (20/2) 43 Milan Srećo (1/0) 44 Stefan Babović (9/1) 47 Milan Smiljanić (2/0) 17 Branislav Atanacković (2/0) | 8 Pierre Boya (22/3) 9 Srđan Radonjić (17/10) 15 Obiora Odita (12/6) 34 Nikola Grubješić (23/11) 23 Bojan Brnović (1/0) 50 Nenad Marinković (1/0) |

Fonte: partizan.rs Archiviato il 10 luglio 2017 in Internet Archive.

## Classifica
| Pos. | Squadra           | Pt | G  | V  | N  | P  | GF | GS | DR  |
| ---- | ----------------- | -- | -- | -- | -- | -- | -- | -- | --- |
| 1.   | Partizan          | 80 | 30 | 25 | 5  | 0  | 81 | 20 | +61 |
| 2.   | Stella Rossa      | 74 | 30 | 23 | 5  | 2  | 66 | 18 | +48 |
| 3.   | Zeta              | 59 | 30 | 18 | 5  | 7  | 52 | 30 | +22 |
| 4.   | OFK Belgrado      | 50 | 30 | 16 | 2  | 12 | 51 | 36 | +15 |
| 5.   | Zemun             | 43 | 30 | 12 | 7  | 11 | 31 | 34 | -3  |
| 6.   | Budućnost         | 41 | 30 | 12 | 5  | 13 | 37 | 37 | 0   |
| 7.   | Hajduk Kula       | 39 | 30 | 10 | 9  | 11 | 34 | 37 | -3  |
| 8.   | Vojvodina         | 38 | 30 | 10 | 8  | 12 | 31 | 37 | -6  |
| 9.   | Železnik          | 38 | 30 | 11 | 5  | 14 | 38 | 45 | -7  |
| 10.  | Smederevo         | 37 | 30 | 9  | 10 | 11 | 28 | 36 | -8  |
| 11.  | Obilić            | 36 | 30 | 10 | 6  | 14 | 35 | 47 | -12 |
| 12.  | Radnički Belgrado | 35 | 30 | 10 | 5  | 15 | 33 | 38 | -5  |
| 13.  | Borac Čačak       | 34 | 30 | 9  | 7  | 14 | 34 | 44 | -10 |
| 14.  | Čukarički Stankom | 32 | 30 | 8  | 8  | 14 | 32 | 41 | -9  |
| 15.  | Sutjeska          | 22 | 30 | 5  | 7  | 18 | 21 | 48 | -27 |
| 16.  | Hajduk Belgrado   | 11 | 30 | 2  | 6  | 22 | 20 | 76 | -56 |

Legenda:

      Campione di Serbia e Montenegro e qualificato alla UEFA Champions League 2005-2006 

      Qualificato alla Coppa UEFA 2005-2006 

      Qualificato alla Coppa Intertoto 2005 

      Retrocesso in Prva Liga Srbija 2005-2006 

      Retrocesso in Prva crnogorska fudbalska liga 2005-2006 

      Retrocesso in Srpska liga Belgrado 2005-2006 per problemi economici 

Note:

3 punti per la vittoria, 1 per il pareggio, 0 per la sconfitta.

### Classifica marcatori
| Pos. | Giocatore        | Squadra             | Reti |
| ---- | ---------------- | ------------------- | ---- |
| 1    | Marko Pantelić   | Stella Rossa        | 21   |
| 2    | Saša Ilić        | Partizan            | 16   |
| 2    | Boban Stojanović | Borac Čačak         | 16   |
| 4    | Nikola Žigić     | Stella Rossa        | 15   |
| 5    | Nikola Grubješić | Partizan            | 12   |
| 5    | Nikola Trajković | Zeta                | 12   |
| 5    | Milan Purović    | Budućnost Podgorica | 12   |
| 8    | Dražen Milić     | Zeta                | 11   |
| 9    | Srđan Radonjić   | Partizan            | 10   |
| 9    | Simon Vukčević   | Partizan            | 10   |
| 9    | Milanko Rašković | Zeta                | 10   |
| 9    | Dušan Đokić      | Obilić/Železnik     | 10   |

Fonte: Gol(a) istina - Kraljevi strelaca

### Risultati
|                     | Par | S.R | Zet | OFK | Zem | Bud | H.K | Voj | Žel | Sme | Obi | R.B | Bor | Čuk | Sut | H.B |
| ------------------- | --- | --- | --- | --- | --- | --- | --- | --- | --- | --- | --- | --- | --- | --- | --- | --- |
| Partizan            |     | 0:0 | 3:2 | 3:2 | 3:1 | 1:0 | 5:0 | 1:0 | 4:1 | 4:1 | 4:1 | 1:0 | 1:1 | 3:1 | 3:0 | 7:0 |
| Stella Rossa        | 1:1 |     | 2:1 | 4:2 | 1:0 | 1:2 | 2:1 | 3:0 | 3:1 | 1:1 | 4:1 | 4:0 | 0:1 | 5:0 | 3:0 | 5:0 |
| Zeta                | 1:1 | 1:1 |     | 2:0 | 2:1 | 0:0 | 3:0 | 1:0 | 1:0 | 2:2 | 2:1 | 2:0 | 4:0 | 2:0 | 2:1 | 5:2 |
| OFK Belgrado        | 0:2 | 0:1 | 0:1 |     | 4:0 | 1:0 | 4:1 | 2:0 | 1:0 | 3:0 | 2:1 | 3:2 | 2:0 | 2:0 | 2:0 | 6:0 |
| Zemun               | 0:5 | 0:0 | 2:1 | 3:2 |     | 5:3 | 1:0 | 0:0 | 1:1 | 2:0 | 2:0 | 3:1 | 2:2 | 0:0 | 1:0 | 2:1 |
| Budućnost Podgorica | 0:2 | 1:3 | 1:0 | 1:0 | 0:1 |     | 1:1 | 3:1 | 0:0 | 0:1 | 3:1 | 1:0 | 1:2 | 0:0 | 1:0 | 4:0 |
| Hajduk Kula         | 0:1 | 0:1 | 3:2 | 0:0 | 0:1 | 0:1 |     | 2:0 | 3:0 | 0:0 | 0:0 | 2:1 | 1:1 | 1:0 | 0:0 | 1:1 |
| Vojvodina           | 1:3 | 1:3 | 2:2 | 0:1 | 1:0 | 2:1 | 1:1 |     | 2:0 | 2:0 | 4:2 | 2:1 | 1:0 | 1:0 | 3:0 | 1:1 |
| Železnik            | 1:2 | 3:5 | 1:3 | 3:2 | 1:0 | 2:2 | 2:1 | 2:2 |     | 0:0 | 0:0 | 1:2 | 1:0 | 1:0 | 5:0 | 4:2 |
| Smederevo           | 1:3 | 0:2 | 0:2 | 3:0 | 1:0 | 2:1 | 3:1 | 1:0 | 0:2 |     | 1:1 | 3:0 | 1:4 | 0:0 | 1:1 | 1:1 |
| Obilić              | 0:4 | 0:1 | 3:1 | 2:0 | 0:2 | 4:2 | 1:3 | 1:0 | 2:0 | 1:0 |     | 1:1 | 3:2 | 1:0 | 1:1 | 1:0 |
| Radnički Belgrado   | 1:2 | 0:1 | 3:0 | 1:2 | 0:0 | 2:1 | 2:2 | 1:1 | 1:0 | 0:2 | 1:0 |     | 1:0 | 3:0 | 0:1 | 2:0 |
| Borac Čačak         | 1:3 | 0:2 | 0:2 | 0:2 | 0:0 | 0:2 | 0:2 | 3:0 | 1:0 | 1:0 | 0:0 | 1:1 |     | 1:1 | 5:2 | 2:0 |
| Čukarički           | 2:2 | 0:1 | 0:1 | 1:1 | 2:1 | 3:1 | 1:3 | 1:1 | 0:2 | 1:1 | 2:1 | 0:2 | 3:2 |     | 3:0 | 5:0 |
| Sutjeska Nikšić     | 1:4 | 1:2 | 0:2 | 3:2 | 1:0 | 0:1 | 0:2 | 1:1 | 1:0 | 1:1 | 0:0 | 0:1 | 3:1 | 1:2 |     | 0:0 |
| Hajduk Belgrado     | 0:3 | 0:4 | 1:2 | 2:3 | 2:0 | 2:3 | 2:3 | 0:1 | 0:0 | 0:0 | 1:2 | 0:3 | 1:2 | 0:3 | 3:2 |     |

Fonte: rsssf.com